# Alessia Macchi
Alessia Macchi, född 16 maj 2004 i Gallarate, är en italiensk konstsimmare.

## Karriär
Vid junior-EM 2022 i Alicante tog Macchi brons i det fria parprogrammet tillsammans med Susanna Pedotti samt var en del av Italiens lag som tog silver i det fria lagprogrammet, fri kombination och highlight. Vid junior-VM 2022 i Québec tog hon brons i det fria parprogrammet tillsammans med Susanna Pedotti. Macchi var en del av Italiens lag som tog silver i highlight samt brons i det fria lagprogrammet, det tekniska lagprogrammet och fri kombination. Vid junior-EM 2023 i Funchal tog hon guld i det tekniska parprogrammet och silver i det fria parprogrammet tillsammans med Susanna Pedotti. Macchi var även en del av Italiens lag som tog guld i det fria lagprogrammet samt silver i det tekniska och akrobatiska lagprogrammet.
Vid EM 2024 i Belgrad var Macchi en del av Italiens lag som tog silver i det fria lagprogrammet samt brons i det tekniska och akrobatiska lagprogrammet. Vid konstsim-EM 2025 i Funchal var hon en del av Italiens lag som tog guld i det akrobatiska lagprogrammet och silver i det fria lagprogrammet.